# Nemška invazija na Dansko
Nemška invazija na Dansko, ki je včasih znana kot šest urna vojna zaradi kratkega časa spopada, je bil nemški napad na Dansko 9. aprila 1940 med drugo svetovno vojno. Napad je bil uvod v invazijo na Norveško, oba dogodka pa sta bila del operacije Weserübung.    
Strateški pomen Danske za Nemčijo je bil omejen. Namen invazije je bil uporabiti Dansko kot izhodišče za operacije proti Norveški in zagotoviti oskrbovalne potrebe za sile, ki naj bi tam delovale. Na Danskem je bila zgrajena obsežna mreža radarskih sistemov za najem britanskih bombnikov, ki so bili namenjeni Nemčiji.   
Napad na Dansko je bil kršitev pakta o nenapadanju, ki ga je Danska podpisala z Nemčijo manj kot eno leto prej. Prvotni načrt je bil prisiliti Dansko, da sprejme, da lahko nemške kopenske, pomorske in zračne sile uporabljajo danske vojaške baze, vendar je nemški voditelj Adolf Hitler pozneje zahteval napad na Norveško in Dansko. 
Danske vojaške sile so imele manjše število čet in so bile opremljene slabše, zaradi česar so se bile po kratkem boju prisiljene predati. Po manj kot dveh urah boja je danski premier Thorvald Stauning ustavil nasprotovanje nemškemu napadu, ker se je bal, da bi Nemci bombardirali København, kot so to storili z Varšavo med invazijo na Poljsko septembra 1939. Zaradi komunikacijskih težav, so nekatere danske sile nadaljevale z bojevanjem, vendar so se dve uri pozneje vsi boji ustavili.
Nemška kopenska kampanja proti Danski, ki je trajala približno 6 ur, je bila ena najkrajših vojaških operacij v drugi svetovni vojni.

## Ozadje
Uspešna politika nevtralnosti, ki jo je Danska izvajala med prvo svetovno vojno, je spodbudila dansko vlado, da jo je ohranila po izbruhu druge svetovne vojne. Ker niso želeli provocirati Nemcev, so Danci zmanjšali število vojakov v danski vojski iz 30.000 na manj kot 15.000.
Nemška odločitev za invazijo na Dansko je bila sprejeta 17. decembra 1939 zaradi potrebe po invaziji na Norveško, ki je predstavljala odlično podlago za zračne napade na Združeno kraljestvo in zagotavljanje švedske oskrbe z železom. Danska je zasedala strateški položaj, saj so iz njenih letalskih baz lahko letala vzletela na Norveško. Največji nemški interes je bil usmerjen v prevzem nadzora nad letališči v Aalborgu na Jutlandiji. S tem bi bilo mogoče razširiti nemški sistem zračne obrambe. Poleg tega so bili deli danskega ozemlja med letoma 1864 in 1918 nemški, čeprav Hitler ni kazal velikega zanimanja, da bi jih zahteval nazaj Nemčiji. Vendar pa je zajetje nemške ladje s strani Britancev v norveških vodah Hitlerja pripeljalo do zaključka, da Združeno kraljestvo ne bo spoštovalo nevtralnosti Norveške, zato se je Hitler odločil, da jo zasede, kar je posledično pomenilo nujno okupacijo Danske.

## Spopad
Ob 4:00 uri zjutraj je nemški veleposlanik na Danskem, von Renthe-Fink, poklical danskega zunanjega ministra Muncha in ga prosil za nujen razgovor. Ko sta se dvajset minut pozneje srečala, je bil Munch obveščen, da so v tem trenutku nemške čete prestopile nemško-dansko mejo ter vstopile v njegovo državo. Povedali so mu, da je bilo to storjeno, da bi Dansko "zaščitili" pred anglo-francosko invazijo, in zahteval, da naj ne izvajajo nobenega odpora proti nemškim oblastem ter zagrozil, da bo v nasprotnem primeru bombardiran København.
Nemška invazija se je pravzaprav uradno začela ob 4:15. Padalci so dosegli svoje cilje, vključno s trdnjavo Masnesø. Hkrati se je na danskih južnih otokih izkrcalo več nemških čet.
Ob 4:20 je nemška ladja Hansestadt Danzig priplula v København, kjer je izkrcala 308. bataljon pehotnega polka Wehrmachta. Nemci so skoraj brez odpora zavzeli različne točke mesta in se osredotočili na zavzetje palače Amalienborg. Ko so pa se približali rezidenci kralja Christiana X., so Danci pripeljali okrepitve z dodatnim garnizonom in izbruhnili so veliki spopadi. Boj se je hitro končal z enim ranjenim Danskim vojakom, Nemci pa so se nato umaknili. V notranjosti palače so se o razmerah pogovarjali vladni ministri in vojaški poveljniki. Medtem so nemški bombniki že dosegli mesto in krožili nad njim ter s tem poskušali prisiliti Dance, da naj se predajo. Nazadnje so vsi prisotni v palači, razen danskega vrhovnega poveljnika generala Williama Waina Priorja, sklenili, da ker danski odpor proti nemški vojski nima velikega uspeha, bodo ob 6:00 poslali njihovega diplomata, da bi sporočil novico nemškemu veleposlaniku za predajo.
Medtem je ob 5:25 nemški Messerschmitt Bf 110 že prispel na letališče Værløse, kjer je bilo celotno dansko letalstvo. Takrat so letala že krožila na okoli po zraku, tako da so lahko v nekaj minutah onesposobili celotno dansko letalstvo.
Ko je bil dan ukaz za predajo, se je danski poveljnik Bennike iz 4. pehotnega polka, ki je bil najet v Roskildeju, v prepričanju, da je bila napadena tudi Švedska, s svojimi četami napotil v Helsingor, da bi ujeli trajekt in pobegnil na Švedsko, da bi tam nadaljeval boj. Na ta način so uro pozneje prišli na Švedsko, vendar so se mnogi nato kmalu vrnili nazaj na Dansko.
Ob 8:34 so se Danci odločili sprejeti premirje, saj je bil njihov poraz neizbežen. Kmalu zatem je bilo nato podpisano premirje, s čimer je bila Danska predana pod nemško okupacijo, do 10:15 pa so se napadi dokončno končali. S tem se je končala ena najkrajših bitk v drugi svetovni vojni, ki je trajala samo šest ur. Kmalu zatem je Nemčija začela z napadi na Norveško in začela okupirati še to državo.